# Поплар-Котон Сентер (Калифорнија)
Поплар-Котон Сентер (енгл. Poplar-Cotton Center) насељено је место без административног статуса у америчкој савезној држави Калифорнија.

## Демографија
По попису из 2010. године број становника је 2.470, што је 974 (65,1%) становника више него 2000. године.
| Група             | 2000.       | 2010.         |
| Белци             | 312 (20,9%) | 275 (11,1%)   |
| Афроамериканци    | 0 (0,0%)    | 1 (0,0%)      |
| Азијати           | 250 (16,7%) | 356 (14,4%)   |
| Хиспаноамериканци | 893 (59,7%) | 1.809 (73,2%) |
| Укупно            | 1.496       | 2.470         |